# Jonas Brothers (album)
Albums de Jonas Brothers
It's About Time A Little Bit Longer
Jonas Brothers est le second album et le premier sorti en France des Jonas Brothers sous le label Hollywood Records aux États-Unis, en plus Mercury et Universal Music Group pour la France.

## Titres

### Pistes
| #  | Titre | Durée |
| -- | --- | ----- |
| 1  | S.O.S Auteur/Compositeur(s): Nicholas Jonas                                                                                               | 2:33  |
| 2  | Hold On Auteur/Compositeur(s): Nicholas Jonas, Joseph Jonas, Kevin Jonas II                                                               | 2:45  |
| 3  | Goodnight and Goodbye Auteur/Compositeur(s): Nicholas Jonas, Joseph Jonas, Kevin Jonas II                                                 | 2:30  |
| 4  | That's just the way we roll Auteur/Compositeur(s): Nicholas Jonas, Joseph Jonas, Kevin Jonas II, William James, McAuley III               | 2:52  |
| 5  | Hello Beautiful Auteur/Compositeur(s): Nicholas Jonas, Joseph Jonas, Kevin Jonas II                                                       | 2:28  |
| 6  | Still in love with you Auteur/Compositeur(s): Nicholas Jonas, Joseph Jonas, Kevin Jonas II                                                | 3:09  |
| 7  | Australia Auteur/Compositeur(s): Nicholas Jonas, Joseph Jonas, Kevin Jonas II                                                             | 3:31  |
| 8  | Games Auteur/Compositeur(s): Nicholas Jonas, Joseph Jonas, Kevin Jonas II, John Talyor, Gregory Robert Garbowsky, Alex Noyes              | 3:21  |
| 9  | When you look me in the eyes Auteur/Compositeur(s): Nicholas Jonas, Joseph Jonas, Kevin Jonas II, Kevin Jonas Sr, Pj Bianco, Raymond Boyd | 4:09  |
| 10 | Inseparable Auteur/Compositeur(s): Nicholas Jonas, Joseph Jonas, Kevin Jonas II, Joshua Miller                                            | 2:50  |
| 11 | Just friends Auteur/Compositeur(s): Nicholas Jonas                                                                                        | 3:07  |
| 12 | Hollywood Auteur/Compositeur(s): Nicholas Jonas, Joseph Jonas, Kevin Jonas II, Josh Fields                                                | 2:12  |

### Pistes bonus
| #  | Titre                                | Durée |
| -- | ------------------------------------ | ----- |
| 13 | Take a Breath                        | 3:18  |
| 14 | We Got The Party (feat. Miley Cyrus) | 3:47  |

### Singles
- 2007 : Hold On
- 2007 : S.O.S
- 2008 : When you look me in the eyes